# Ники (1945 – 1946)
„Ники“ (на гръцки: «Νίκη», в превод Победа) е гръцки вестник, издаван нелегално в град Лерин в годините на окупацията през Втората световна война и непосредствено след нея.

## История
Вестникът започва да излиза в 1945 година. Орган е на политическата коалиция на партиите на Националния освободителен фронт на Гърция (ЕАМ) за ном Лерин. Спира в 1946 година.